# Rheinniederung Neuenburg - Breisach
Rheinniederung Neuenburg - Breisach este o arie protejată (sit de importanță comunitară — SCI, arie de protecție specială avifaunistică — SPA) din Germania întinsă pe o suprafață de 2.782,11 ha, integral pe uscat.

## Localizare
Centrul sitului Rheinniederung Neuenburg - Breisach este situat la coordonatele 47°56′27″N 7°35′56″E / 47.9408°N 7.5989°E.

## Înființare
Situl Rheinniederung Neuenburg - Breisach a fost declarat arie de protecție specială avifaunistică în martie 2001 pentru a proteja 25 de specii de animale. Situl a fost protejat și ca sit de importanță comunitară în martie 2001.

## Biodiversitate
Situată în ecoregiunea continentală, aria protejată nu include niciun habitat protejat.
La baza desemnării sitului se află mai multe specii protejate de  păsări (25): pescăruș albastru (Alcedo atthis), Anas platyrhynchos platyrhynchos, Anas strepera strepera, gâscă de semănătură (Anser fabalis), rața moțată (Aythya fuligula), Bucephala clangula, erete vânăt (Circus cyaneus), porumbel de scorbură (Columba oenas), ciocănitoarea de stejar (Dendrocopos medius), ciocănitoare neagră (Dryocopus martius), egretă albă (Egretta alba), șoim de iarnă (Falco columbarius), șoimul rândunelelor (Falco subbuteo), Fulica atra atra, Hippolais polyglotta, capîntortură (Jynx torquilla), sfrâncioc roșiatic (Lanius collurio), Mergus merganser merganser, gaia neagră (Milvus migrans), rață cu ciuf (Netta rufina), viespar (Pernis apivorus), cormoran mare (Phalacrocorax carbo carbo), ciocănitoare verzuie (Picus canus), Tachybaptus ruficollis ruficollis, pupăză (Upupa epops).